# Élections cantonales de 1874 dans la Somme
Les élections cantonales françaises de 1874 ont eu lieu le 4 et 11 octobre 1874.

## Contexte départemental

### Assemblée départementale sortante
Avant les élections, le conseil général de la Somme est présidé par Albert Dauphin (Libéral), à la tête du département depuis 1873. Il comprend 41 conseillers généraux issus des 41 cantons de la Somme. 21 d'entre eux sont renouvelables lors de ces élections.
| Parti                           | Sigle | Sigle        | Élus |
| ------------------------------- | ----- | ------------ | ---- |
| Gauche républicaine (23 sièges) |       |              |      |
| Conservateurs libéraux          |       | Libéral      | 11   |
| Républicains modérés            |       | Rép.         | 9    |
| Républicains radicaux           |       | Rad.         | 3    |
| Droite monarchique (18 sièges)  |       |              |      |
| Légitimistes                    |       | Légitimiste  | 8    |
| Orléanistes                     |       | Orléaniste   | 6    |
| Bonapartistes                   |       | Bonapartiste | 4    |
| Président du conseil général    |       |              |      |
| Albert Dauphin (Libéral)        |       |              |      |

## Conseil général élu
| Canton                 | Conseiller sortant                          | Étiquette    | Candidat élu                       | Étiquette    |
| ---------------------- | ------------------------------------------- | ------------ | ---------------------------------- | ------------ |
| Abbeville-Nord         | Alexandre Courbet-Poulard                   | Légitimiste  | Ernest Prarond                     | Libéral      |
| Ailly-le-Haut-Clocher  | Charles-François des Cressonnières-Dumoulin | Libéral      | Adolphe Dupuis                     | Orléaniste   |
| Ailly-sur-Noye         | Elie de Morgan                              | Bonapartiste | Elie de Morgan                     | Bonapartiste |
| Amiens-Nord-Est        | Pierre-Vulfran Mollet                       | Orléansite   | René Goblet                        | Rad.         |
| Amiens-Sud-Ouest       | Alexandre Duflos                            | Bonapartiste | Frédéric Petit                     | Rad.         |
| Bernaville             | Gaston de Butler                            | Bonapartiste | Gaston de Butler                   | Bonapartiste |
| Boves                  | Adalbert de Francqueville                   | Légitimiste  | Adalbert de Francqueville          | Légitimiste  |
| Bray-sur-Somme         | Marie Reimbold d'Estourmel                  | Orléaniste   | Marie Reimbold d'Estourmel         | Orléaniste   |
| Combles                | Victor Magniez                              | Libéral      | Victor Magniez                     | Libéral      |
| Doullens               | Abel Briois                                 | Bonapartiste | Henri Desprez                      | Rép.         |
| Gamaches               | Léopold Delattre                            | Rép.         | Léopold Delattre                   | Rép.         |
| Nesle                  | Albert Lallouette                           | Libéral      | Albert Lallouette                  | Libéral      |
| Nouvion                | Louis Hecquet                               | Orléaniste   | Albéric Lefebvre du Grosriez       | Rép.         |
| Oisemont               | Charles Marie de Forceville                 | Légitimiste  | Charles Marie de Forceville        | Légitimiste  |
| Picquingy              | Octave Blanchet                             | Rép.         | Adrien de Morgan de Belloy         | Légitimiste  |
| Poix-de-Picardie       | Charles Méhaye                              | Libéral      | Charles Méhaye                     | Libéral      |
| Roisel                 | Victor Vion                                 | Rép.         | Victor Vion                        | Rép.         |
| Rosières-en-Santerre   | Antoine Cauvel de Beauvillé                 | Légitimiste  | Antoine Cauvel de Beauvillé        | Légitimiste  |
| Roye                   | Paul Véret                                  | Rép.         | Paul Véret                         | Rép.         |
| Saint-Valery-sur-Somme | Jules Brulé                                 | Rép.         | Jules Brulé                        | Rép.         |
| Villers-Bocage         | Amédée-Charles de Clermont-Tonnerre         | Légitimiste  | Marie-Joseph Vaysse de Rainneville | Orléaniste   |

*Conseillers généraux sortants ne se représentant pas

### Élus
| Partis                    | Partis                    | Conseillers sortants | Conseillers élus | Évolution     |
| ------------------------- | ------------------------- | -------------------- | ---------------- | ------------- |
|                           | Républicains modérés      | 5                    | 6                | 1             |
|                           | Conservateurs libéraux    | 4                    | 4                | en stagnation |
|                           | Républicains radicaux     | 0                    | 2                | 2             |
| Total Gauche républicaine | Total Gauche républicaine | 9                    | 12               | 3             |
|                           | Légitimistes              | 5                    | 4                | 1             |
|                           | Orléanistes               | 3                    | 3                | en stagnation |
|                           | Bonapartistes             | 4                    | 2                | 2             |
| Total Droite monarchique  | Total Droite monarchique  | 12                   | 9                | 3             |

### Groupes politiques
| Parti                           | Sigle | Sigle        | Élus |
| ------------------------------- | ----- | ------------ | ---- |
| Gauche républicaine (25 sièges) |       |              |      |
| Conservateurs libéraux          |       | Libéral      | 11   |
| Républicains modérés            |       | Rép.         | 10   |
| Républicains radicaux           |       | Rad.         | 5    |
| Droite monarchique (16 sièges)  |       |              |      |
| Légitimistes                    |       | Légitimiste  | 7    |
| Orléanistes                     |       | Orléaniste   | 5    |
| Bonapartistes                   |       | Bonapartiste | 3    |
| Président du conseil général    |       |              |      |
| Albert Dauphin (Libéral)        |       |              |      |